# Hana Hegerová
Hana Hegerová, née Carmen Farkašová le 20 octobre 1931 à Bratislava et morte le 23 mars 2021, est une chanteuse et actrice tchèque et slovaque. Les critiques étrangers l'ont surnommée « la grande dame de la chanson » ou « la Édith Piaf de Prague ».

## Biographie
De 1937 à 1942, Hana Hegerová fréquente l'école de ballet au théâtre national de Bratislava. Après avoir terminé le lycée à Komárno en 1950, elle travaille comme secrétaire pour les usines Škoda, et comme enseignante dans une école. De 1951 à 1953, elle suit des cours de théâtre professionnel au conservatoire du théâtre d'État, puis en 1957 elle rejoint la compagnie du théâtre Petr Jilemnický à Žilina.
En 1954, elle joue le rôle-titre du film Frona sous le nom de Hana Čelková. La même année, elle chante à la Revue Tatra à Bratislava. Quand elle arrive à Prague, l'acteur Jan Werich lui propose un engagement au théâtre ABC, qu'elle refuse. De 1958 à 1961, elle joue au théâtre Rokoko de Prague, et de 1961 à 1966 au théâtre Semafor où elle apparaît dans l'opéra de jazz Dobře placená procházka de Jiří Suchý (livret) et Jiří Šlitr (musique). Elle joue aussi dans le film L'Audition de Miloš Forman (1963).
Le répertoire de Hana Hegerová comprenait de nombreuses chansons d'auteurs tchèques et slovaques, mais aussi les versions tchèques de chansons du répertoire d'Édith Piaf, Jacques Brel (« Ne me quitte pas »), Léo Ferré et des chansons de Kurt Weill (« Surabaya Johnny », « La Chanson de Barbara »). En 1967, elle se produit à l'Olympia de Paris avec des chansons de Jacques Brel et Charles Aznavour. Elle chante aussi à l'Exposition universelle de Montréal. De 1977 à 1981, lors de la normalisation de la Tchécoslovaquie, elle ne peut plus faire de tournées à l'étranger, et même ses récitals sont restreints en Tchécoslovaquie.
En 2002, elle reçoit la médaille de bronze du Mérite de la république tchèque des mains du président tchèque Václav Havel et en 2014 la grand-croix de l'ordre de Tomáš Garrigue Masaryk.